# Escola Baloo
L'Escola Baloo (pronunciat 'Baló' en català) és un Centre d'Educació Infantil i Primària (CEIP) públic, ubicat al barri de Montbau de Barcelona.

## Història
L'Escola Baloo es va constituir el 1966 com a Cooperativa Escolar de Montbau, formada per una dotzena de famílies del barri, que volien per als seus fills una educació catalana, progressista, laica i mixta. Va començar a funcionar el setembre de 1967, amb dues classes (una de 3 i 4 anys i l'altre de 5 i 6) amb dues mestres del barri, i una cuinera també del barri, provisionalment en un xalet del barri del Putxet, i al cap d'uns mesos als locals socials de la Cooperativa Barcelonesa d'Habitatges, a les casetes blanques de Montbau. Cada curs s'hi afegia un nou nivell, i ja no hi cabien a l'espai de les casetes blanques, per això es van traslladar als baixos d'una torre del carrer Harmonia, fins que el 1973 l'Ajuntament de Barcelona va cedir per 50 anys un terreny a la cantonada dels carrers Vayreda i Arquitectura, on 3 dels pares de la Cooperativa (Bastardes, Balari i Vidal), que eren arquitectes, van dissenyar i dirigir la construcció d'una nova escola.
Els pares i mestres de l'escola, coincidint amb el ressorgir de nombrosos moviments de renovació pedagògica a Catalunya, van tenir presència activa en diverses institucions pedagògiques: Associació de Mestres Rosa Sensat, Moviment d'Escola Moderna, Coordinació Escolar, i en la dècada dels 80 participen activament en la creació del Col·lectiu d'Escoles per l'Escola Pública Catalana (CEPEPC) i en l'elaboració dels seus Estatuts. El curs 1987-1988 aconsegueixen la integració a la xarxa d'escoles públiques. El setembre de 1993 el Departament d'Ensenyament canvia la seva ubicació del carrer Vayreda als equipaments actuals, al carrer Harmonia, ocupant les instal·lacions de l'antiga escola Enric Borràs.
El curs 2009-2010 es van realitzar obres de reforma i renovació integral de l'edifici, i es va crear l'Escola Bressol Municipal L'Harmonia dins del recinte escolar.

## Ubicació
L'escola, situada a la part més alta del carrer Harmonia, fa de frontissa entre la ciutat de Barcelona i el parc natural de Collserola. Està emplaçada en una de les 'portes de Collserola'. Gaudeix dels nivells més baixos de contaminació atmosfèrica de les escoles de la ciutat: en un estudi del 2019, és juntament amb 2 escoles de Vallvidrera, les úniques que no arriben als 20 µg/m³ de nivell mitjà de NO2.